# ريكاردو ناسيمنتو
ريكاردو ناسيمنتو (بالبرتغالية: Ricardo Nuno Queirós Nascimento‏) (19 أبريل 1974 في البرتغال - ) هو لاعب كرة قدم برتغالي في مركز الوسط. شارك مع منتخب البرتغال تحت 20 سنة لكرة القدم ومنتخب البرتغال تحت 21 سنة لكرة القدم ومنتخب البرتغال لكرة القدم. أما مع النوادي، فقد لعب مع سبورتينغ براغا ونادي بوافيشتا ونادي جل فيسنتي ونادي ريو أفي ونادي سول ونادي فارزيم ونادي ليتشويس ونادي مونبلييه ونادي ديبورتيفو داس أيفيس وديسبورتيفو تروفينسي ونادي مايا ‏ وسالجويروس ‏.

## وصلات خارجية
- ريكاردو ناسيمنتو على موقع الاتحاد الدولي (مؤرشف)  (الإنجليزية)
- ريكاردو ناسيمنتو على موقع دوري كوريا الجنوبية (الإنجليزية)
- ريكاردو ناسيمنتو على موقع قاعدة بيانات كرة القدم.إي يو (الإنجليزية)
- ريكاردو ناسيمنتو على موقع عالم كرة القدم.نت (الإنجليزية)